# Flora MacDonald
Flora MacDonald (em gaélico escocês: Fionnghal NicDhòmhnaill; 1722 – 4 de Março de 1790), nascida na Ilha de Uist, foi uma heroína escocesa.

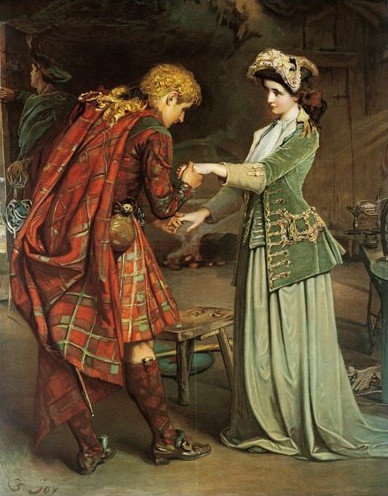
O Adeus de Flora MacDonald a Bonnie Prince Charlie
George William Joy, 1891

## Biografia
Flora MacDonald era filha de Marion e Ranald MacDonald, naturais da Ilha de Uist, e pertencentes ao Clã MacDonald, um dos maiores clãs escoceses. Seu pai faleceu quando ela era criança, e sua mãe foi sequestrada e forçada a casar-se com Hugh MacDonald de Armadale. Flora era uma fervorosa presbiteriana. 
Após a Batalha de Culloden em 1746, ela ajudou o pretendente jacobita Carlos Eduardo Stuart, conhecido como Bonnie Prince Charlie, a chegar à Ilha de Skye de barco disfarçado de sua empregada irlandesa Betty Burke. Seu ato heroico foi imortalizado na canção popular The Skye Boat Song.